# Parco Forlanini
Il parco Forlanini è un parco milanese situato a ridosso del viale Forlanini, di fronte all'aeroporto di Linate dedicato al pioniere dell'aviazione Enrico Forlanini.

## Storia e descrizione
Il parco venne inaugurato nel 1970 dopo tre anni di lavori che valorizzarono la struttura secolare del paesaggio agricolo lombardo. Il parco, solcato dal Lambro nella parte occidentale, è attraversato da una fitta rete di vialetti alberati, e a nord-est si trova il Laghetto Salesina, alimentato sia da acque di falda che piovane. L'abbondante vegetazione che contorna lo specchio d'acqua ne fa un buon habitat per uccelli e pesci. Il parco è molto frequentato dai podisti, alcuni dei quali utilizzano anche la contigua struttura del Centro Sportivo Saini.
La creazione del parco preservò l'intera area dalla speculazione edilizia degli anni sessanta e settanta, garantendo così la sopravvivenza di alcune strutture di interesse storico e paesaggistico: il mulino Codovero e alcune antiche cascine trovano posto nel tessuto verde del parco, tra cui il nucleo della Cascina Cavriano (a nord del parco), di cui si parla in alcuni documenti già nei primissimi anni dell'XI secolo.
Proprio la Cascina Cavriano contiene alcuni elementi di spiccato interesse storico e artistico: un portico del XVII secolo a tre arcate, che conserva ancora l'emblema di una colomba col ramoscello d'ulivo (simbolo dell'Ospedale Maggiore, cui la cascina è appartenuta per secoli, fino alla prima metà degli anni settanta).
Un'altra struttura, la Cascina Sant'Ambrogio, poco più a sud, nella stessa via Cavriano, mantiene visibili le strutture dell'abside di una piccola chiesa romanica del XIV secolo.

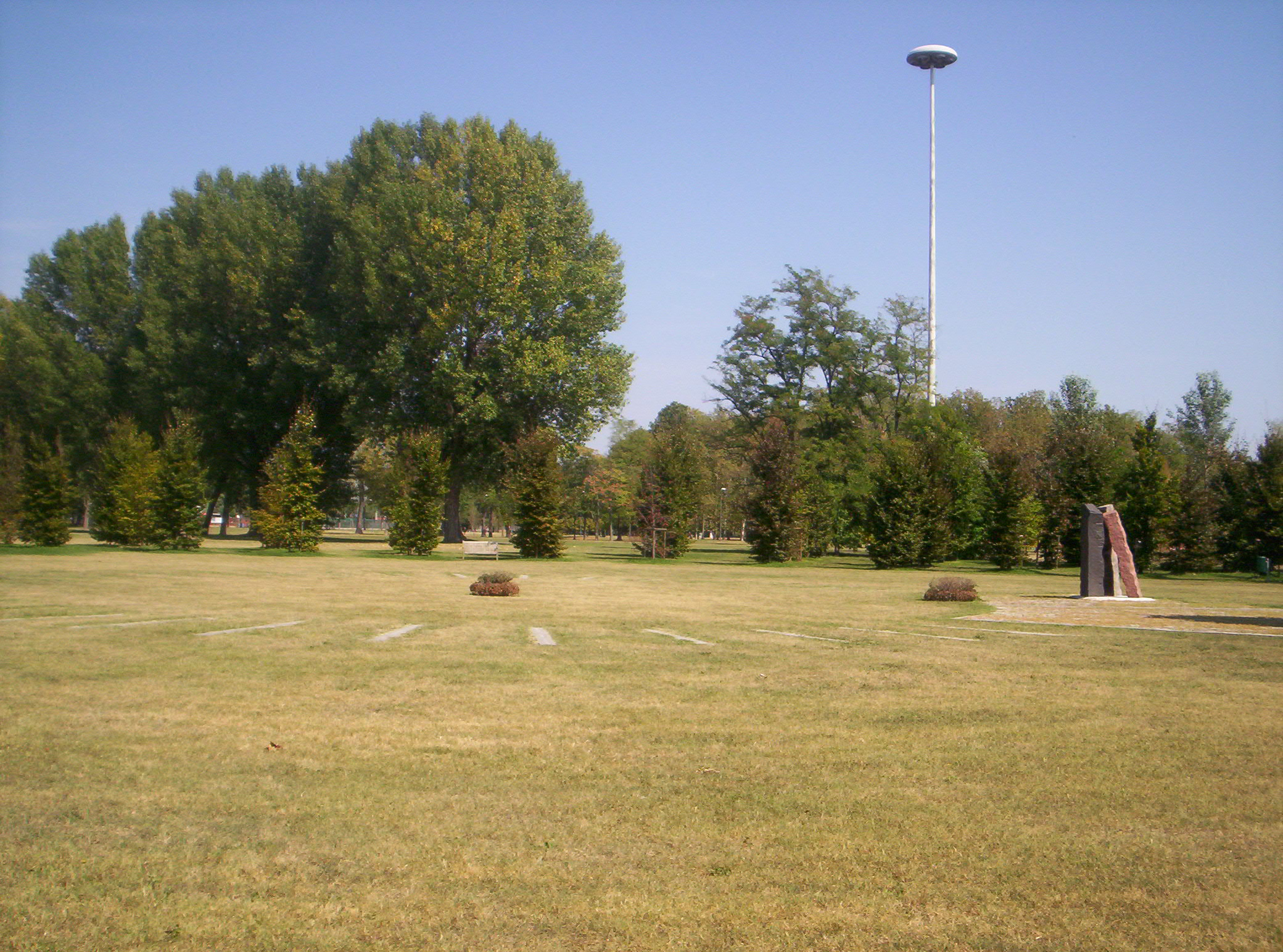
Il "bosco dei faggi"

Nel 2002 è stato inaugurato il "bosco dei faggi" per ricordare le centodiciotto vittime del disastro aereo di Linate avvenuto l'8 ottobre 2001.

## Flora e fauna
Vincitore del concorso internazionale per lo sviluppo del parco è stato l'architetto portoghese Gonçalo Byrne e il parco, a lavori ultimati, raggiungerà una superficie superiore ai tre milioni di metri quadrati. Già ora la descrizione della flora è complessa dovendosi distinguere tra gli ambiti "costruiti" e quelli "naturali" e, come si è detto, siamo in presenza, nell'insieme, di una rappresentazione del tipico paesaggio della pianura lombarda. Il catalogo delle specie vegetali, arboree e non, diventa praticamente esaustivo di quanto offre il territorio, sia per le specie originarie sia per quelle inseritevi, volutamente o casualmente, dall'uomo.
In un ambiente tanto vasto e diversificato, anche la fauna diventa rappresentativa di una realtà non più misurabile esclusivamente sui parametri di un semplice parco cittadino.

## Parco canile
Nel luglio 2008, nel lato del parco verso il viale Forlanini, è stata aperta una struttura comunale per l'accoglienza di cani e gatti randagi e per ospitare la sezione veterinaria del vecchio canile municipale di via Lombroso.